# Vier Marschälle Gottes
Die Vier Marschälle Gottes sind vier Heilige des frühen Christentums, die als Schutzheilige bei unerklärlichen Seuchen und Krankheiten besonders im Rheinland verehrt wurden. Man verglich die hilfsbereiten Heiligen Cornelius, Antonius, Hubertus und Quirinus mit Marschällen, die, wie die Marschälle am Kaiserhof, am himmlischen Throne des alles beherrschenden Christus walteten und  „wegen ihrer einzig dastehenden Verdienste und täglichen Hilfe“ Hofmarschälle Gottes genannt werden. 
1. Quirinus von Rom oder Quirinus von Neuss war ein Märtyrer aus dem 2. Jahrhundert. Der römische Tribun Quirinus war nach den Überlieferungen Gefängniswärter und konvertierte zusammen mit seiner Tochter Balbina zum Christentum. Unter Kaiser Hadrian wurde er als Christ verfolgt und etwa um 115 enthauptet. Er ist Patron der Pferde, Rinder und Ritter und wird gegen Bein- und Fußleiden, Gicht, Lähmung, Eitergeschwüre, Hautausschlag, Pest, Ohrenschmerzen, Kropf, Fisteln, Knochenfraß, Pocken und Pferdekrankheiten angerufen.
2. Cornelius († Juni 253 in Centumcellae, heute Civitavecchia, Italien) war Bischof von Rom von März 251 bis Juni 253. Unter Kaiser Trebonianus Gallus wurde er nach Centumcellae (Civitavecchia) ins Exil geschickt, wo er auch starb. Als Schutzheiliger hat er eine Doppelfunktion: zum einen Patron des Hornviehs (lateinisch cornu, dt. Horn), zum anderen Beschützer vor Fallsucht (Epilepsie), Krämpfen und anderen Nervenkrankheiten, in den Niederlanden besonders als Helfer bei Kinderkrankheiten.
3. Antonius der Große (* um 251?; † 356) war ein christlicher ägyptischer Mönch, Asket und Einsiedler. Antonius wurde durch seinen energischen Widerstand gegen zahlreiche Versuchungen berühmt und als Wundertäter und Mann Gottes bewundert. Anlässlich einer Ende des 11. Jahrhunderts auftretenden, Antoniusfeuer genannten Seuche, die man später als Vergiftung durch Mutterkorn identifizierte, suchte man Zuflucht bei den Reliquien des heiligen Antonius als Heilmittel. Antonius ist Helfer gegen verschiedene Seuchen, vor allem des Antoniusfeuers und der Pest; er ist der Schutzheilige der Bauern und ihrer Nutztiere, aber auch der Sauhirten und Metzger.
4. Hubertus von Lüttich (* um 655 in Toulouse; † 727 in Tervuren bei Brüssel) war Bischof von Maastricht und Lüttich. Hubertus lebte als Pfalzgraf am Hof Theoderichs III. in Paris, später in Metz am Hofe Pippins des Mittleren, mit dem er wohl verwandt war. Als er verwitwete, ging Hubertus als Einsiedler in die Wälder der Ardennen. 705 wurde er zum Bischof von Tongern-Maastricht, 716 verlegte er seinen Bischofssitz nach Lüttich. Der heilige Hubertus soll vor Hundebissen und Jagdunfällen schützen, am Hubertustag geweihtes Salz und Brot schützt – der Legende nach – Mensch wie auch Haustiere vor Tollwut.